# X-Ray
 Ikke at forveksle med Røntgenstråle.
X-Ray er en energidrik produceret af den danske virksomhed Harboe.
I Danmark sælges X-Ray i 33 cl og 50 cl dåser, mens den i eksportmarkeder som Sverige og Tyskland også sælges i 50 cl PET-flasker. Alle varianter af X-Ray har et koffeinindhold på 16 mg/100 ml
X-Ray sælges også i en sukkerfri variant, ligesom der tidligere har eksisteret smagsvarianter som X-Ray Cola og X-Ray Juicy, samt en alkopopvariant X-Ray Fire, der indeholdt 5.4% alkohol.
Energidrikke og andre koffeinholdige drikke iblandet alkohol har senere vist sig at udgøre en øget sundhedsrisiko, og derfor er det i dag forbudt at sælge energidrikke med alkohol flere steder. Blandt andet i flere stater i USA.
X-Ray er efterfølgeren til energidrikken Hustler Energizer der tidligere blev solgt og markedsført sideløbende med X-Ray, men som i dag ikke længere eksisterer på markedet.